# 520 Park Avenue
Il 520 Park Avenue (IPA: [faɪv ˈhʌndrəd ˈtwɛnti pɑrk ˈævəˌnu]) è un grattacielo residenziale a Midtown Manhattan, nella città di New York. A dispetto del nome, il reale indirizzo della struttura è 45 East 60th Street.

## Costruzione
I permessi per la costruzione del grattacielo, finanziato da Zeckendorfs con 450 milioni di dollari, furono rilasciati nel maggio 2013. I lavori di demolizione dell'edificio preesistente vennero completati nel settembre 2013, permettendo l'avvio dei lavori di scavo per le fondamenta nell'ottobre dello stesso anno.
Nel dicembre 2015, l'edificio ha raggiunto il 4º piano. Ad agosto 2016 è stato raggiunto il 30º piano e sono iniziati i lavori per il rivestimento in calcare e vetro. L'edificio è stato completato nel 2017.

## Caratteristiche
L'edificio è stato progettato dall'architetto Robert A. M. Stern, seguendo lo stile della nuova architettura classica. L'esterno della struttura è rivestito di calcare, come in altri progetti dello stesso Stern. Otre ai singoli appartamenti, l'edificio include anche una sala giochi per bambini, una piscina, un centro fitness e una cantina per vini.